# Houston Texans
Houston Texans je momčad američkog nogometa iz Houstona u Texasu. Natječu se u južnoj diviziji AFC konferencije NFL lige. Texansi su zadnji klub koji se pridružio ligi, 2002. godine. U 12 godina postojanja dvaput su osvajali diviziju i ulazili u doigravanje. Domaće utakmice igraju na Reliant Stadiumu u Houstonu.

## Povijest kluba

### Osnivanje kluba i era Doma Capersa
Houston je imao NFL momčad i prije Texansa, od 1960. tu su se natjecali Houston Oilersi, koji se 1997. sele u Memphis u Tennesseeu. NFL Houstonu 1999. dodjeljuje franšizu (gradovi koji su također bili kandidati su bili Los Angeles i Toronto) te Texansi započinju s natjecanjem u NFL-u 2002. Prvi glavni trener Texansa postao je koordinator obrane Jacksonville Jaguarsa Dom Capers. Svoju prvu utakmicu igrali su protiv teksaških rivala Dallas Cowboysa te ih iznenadili pobjedom 19:10. Prvu sezonu ipak završavaju sa samo 4 pobjede, ali dva igrača Texansa izabrana su u Pro Bowl.
Sljedeću sezonu također započinju iznenađenjem, u prvoj utakmici pobjeđuju favorizirane Miami Dolphinse. Iako pobjeđuju samo 5 puta, zbog nekoliko dobrih partija s optimizmom ulaze u sljedeću sezonu. Nju započinju loše, s tri poraza u prve tri utakmice, ali do kraja sezone popravljaju dojam te sa sedam pobjeda osvajaju treće mjesto u diviziji.

### Era Garya Kubiaka
2005. je klub već smatran kandidatom za doigravanje. No, Texansi čitavu sezonu uspijevaju pobijediti samo u dvije utakmice te imaju najslabiji omjer u ligi. Trener Dom Capers dobiva otkaz, a nasljeđuje ga Gary Kubiak, dotadašnji koordinator napada Denver Broncosa. Texansi također imaju pravo na prvi izbor na idućem draftu. Te godine se smatralo da će prvi izbor biti runnning back Reggie Bush, ili možda quarterback Vince Young, rođen baš u samom Houstonu. No Texansi na sveopće iznenađenje i ljutnju navijača biraju defensive enda Maria Williamsa. Sezonu 2006. predvođeni quarterbackom Davidom Carrom i wide receiverom Andreom Johnsonom završavaju na posljednjem mjestu u diviziji.
Iduće tri sezone Texansi popravljaju dojam. Matt Schaub, dotadašnji rezervni quarterback Atlanta Falconsa dolazi u klub 2007., te dobrim igrama vodi klub do osam pobjeda, kao i 2008. Na korak do playoffa bili su 2009., a Schaub i Johnson su imali odlične sezone. Optimizam je ponovno zavladao u Houstonu i Texansi su ponovno smatrani kandidatom za ulaskom u doigravanje. Međutim, ponovno razočaravaju sa samo 6 pobjeda cijele sezone, unatoč tome što su zabilježili četiri pobjede u prvih šest utakmica. Sezona 2010. je također bila sezona pojavljivanja na sceni running backa Ariana Fostera.

### Konačno u doigravanju
Ulazak u doigravanje konačno stiže 2011. Texansi, na draftu pojačani defensive endom J.J. Wattom, osvajaju diviziju i prvi put u povijesti dolaze do doigravanja. U wild-card rundi pobjeđuju Cincinnati Bengalse 31:10, ali gube u idućoj utakmici od Baltimore Ravensa i tako završavaju sezonu.
Sljedeće sezone još nadmoćnije osvajaju diviziju, ovaj put s 12 pobjeda, a J.J. Watt osvaja titulu najboljeg obrambenog igrača lige. Ponovno pobjeđuju Bengalse u prvoj utakmici doigravanja, ali i ovaj put je druga utakmica za njih kobna, gube od New England Patriotsa 41:28.
Texansi su u 2013. smatrani jednim od glavnih kandidata za osvajanje naslova. Iako pobjeđuju u prve dvije utakmice, slijedi čak 14 poraza zaredom i sezona završava katastrofalno. Trener Kubiak dobiva otkaz, a Texansi zahvaljujući najlošijem omjeru u ligi imaju pravo na prvi izbor ukupno na draftu 2014. godine.

## Učinak po sezonama od 2008.
| Sezona | Liga | Konferencija | Divizija | Regularni dio sezone | Regularni dio sezone | Regularni dio sezone | Regularni dio sezone | Uspjeh u doigravanju         |
| Sezona | Liga | Konferencija | Divizija | Poz.                 | Pob.                 | Por.                 | Ner.                 | Uspjeh u doigravanju         |
| ------ | ---- | ------------ | -------- | -------------------- | -------------------- | -------------------- | -------------------- | ---------------------------- |
| 2008.  | NFL  | AFC          | Jug      | 3.                   | 8                    | 8                    | 0                    |                              |
| 2009.  | NFL  | AFC          | Jug      | 2.                   | 9                    | 7                    | 0                    |                              |
| 2010.  | NFL  | AFC          | Jug      | 3.                   | 6                    | 10                   | 0                    |                              |
| 2011.  | NFL  | AFC          | Jug      | 1.                   | 10                   | 6                    | 0                    | poraženi u divizijskoj rundi |
| 2012.  | NFL  | AFC          | Jug      | 1.                   | 12                   | 4                    | 0                    | poraženi u divizijskoj rundi |
| 2013.  | NFL  | AFC          | Jug      | 4.                   | 2                    | 14                   | 0                    |                              |
| 2014.  | NFL  | AFC          | Jug      | 2.                   | 9                    | 7                    | 0                    |                              |
| 2015.  | NFL  | AFC          | Jug      | 1.                   | 9                    | 7                    | 0                    | poraženi u wild-card rundi   |
| 2016.  | NFL  | AFC          | Jug      | 1.                   | 9                    | 7                    | 0                    | poraženi u divizijskoj rundi |
| 2017.  | NFL  | AFC          | Jug      | 4.                   | 4                    | 12                   | 0                    |                              |
| 2018.  | NFL  | AFC          | Jug      | 1.                   | 11                   | 5                    | 0                    | poraženi u wild-card rundi   |